# Blue Haze (band)
Blue Haze was een Britse popgroep die met name bekend is van het maken van covers van popliedjes, met reggae-invloeden.
De groep bestond uit een aantal sessiemuzikanten rond producenten Johnny Arthey en Philip Swern. In 1973 kwam het album Blue Haze uit op het A&M-label, met daarop covers van onder meer Smoke Gets in Your Eyes, You'll Never Walk Alone en Unchained Melody. 

## Hits
Smoke Gets in Your Eyes werd de grootste hit van de band. Dit nummer behaalde de vierde plek in de Nederlandse Top 40 en de tweede plek in de Vlaamse Ultratop 50. Ook de singles Unchained Melody en Blue Moon wisten in 1972 de Vlaamse top 20 te halen.

### NPO Radio 2 Top 2000
| Nummer met noteringen in de NPO Radio 2 Top 2000    | '99  | '00  | '01-'02 | '03  |
| --------------------------------------------------- | ---- | ---- | ------- | ---- |
| When Your Heart's on Fire (Smoke Gets in Your Eyes) | 1737 | 1903 | -       | 1998 |

1. ↑  Een '-' betekent dat het nummer niet was genoteerd en een vetgedrukt getal geeft de hoogste notering aan.
2. ↑  Deze tabel is bijgewerkt tot en met de laatste editie (2024).